# Kristen Radtke
Pour les articles homonymes, voir Radtke.
Kristen Radtke (née le 25 juin 1987 à Green Bay, Wisconsin) est une écrivaine et illustratrice américaine basée à Brooklyn, New York.

## Biographie

### Formation
Elle est titulaire d'une maîtrise en beaux-arts du programme d'écriture de non-fiction de l'Université de l'Iowa.

### Publications
Les écrits et les bandes dessinées de Radtke sont apparus dans des publications telles que The New Yorker, The New York Times Book Review, The Atlantic, GQ, Oxford American et Virginia Quarterly Review.

#### Imagine Wanting Only This
Ses mémoires, sous forme de roman graphiques, Imagine Wanting Only This, ont été publiés par Pantheon Books en avril 2017. The Atlantic l'a décrit comme « un mélange époustouflant de prose et d'illustration »,.

#### Seek You
Le deuxième livre de Radtke, Seek You: A Journey Through American Loneliness, est publié en juillet 2021 en anglais. L'ouvrage explore la question de la solitude, en particulier dans la société américaine, sous des angles psychologiques, sociologiques et des représentations dans la fiction. Le média en ligne NPR.org déclare « La beauté de Seek You est que cela ressemble à une expérience communautaire. Lire ce livre, c'est lire sur nous-mêmes et nos vies » . Le livre reçoit la subvention Whiting Creative Nonfiction 2019. Il est également sélectionné pour la médaille Andrew Carnegie 2022 pour l'excellence en non-fiction.
En 2023, la traduction en français de Seek you : Un voyage dans la solitude contemporaine attire des critiques très positives,,,,.

### Implication dans l'édition
Radtke est actuellement directrice créatif de The Verge. Auparavant, elle était directrice artistique et éditrice adjointe du magazine The Believer rédactrice en chef de Sarabande Books et rédactrice en chef de films et de vidéos du magazine TriQuarterly. En 2017, elle est nommée A Face to Watch par le Los Angeles Times,,.

## Œuvres choisies
Elle a publie plusieurs ouvrages,, dont :

### En anglais
- (en) Imagine Wanting Only This, Pantheon, 2017, 288 p. (ISBN 1101870834)
- (en) Seek You: A Journey Through American Loneliness, Pantheon, 2021, 352 p. (ISBN 1524748064)

### Traduit en français
- Seek you : Un voyage dans la solitude contemporaine[24]